# Край Святослав Ярославович
Святослав Ярославович Край — український співак, заслужений артист України, протоієрей Православної Церкви України, волонтер.

## Життєпис
Уродженець Івано-Франківщини.
Закінчив Чернівецьке музичне училище та університет.
Засновник та керівник естрадно-вокальної студії «Водограй» (м. Чернівці).
Особливу популярність серед глядачів завоював дует Святослава Края з його донькою Христиною.
Від 2014 року з перших днів АТО артист відкрив концертний тур перед воїнами Збройних Сил України «Гордімося, друзі, що ми українці».
На даний час є настоятелем храму св. вмч. Юрія Переможця с. Новий Киселів.
Активно проводить концертні тури для збору коштів на потреби ЗСУ.

## Відзнаки
- Заслужений артист України (9 листопада 2018)[2]